# George Papas
George Papas (in greco Τζωρτζ Πάπας?; Jersey City, 15 marzo 1998) è un cestista statunitense con cittadinanza greca.

## Palmarès

### Squadra
- Campionato greco: 1

Olympiakos: 2022-2023
- Coppa di Grecia: 1

Olympiakos: 2022-2023
- Supercoppa greca: 2

Olympiakos: 2022, 2023